# Landing bij Fao
De Landing bij Fao vond plaats in 1914, tijdens de Eerste Wereldoorlog, bij de stad Fao (al-Fao), in wat nu het zuidelijkste puntje van Irak is, aan de Perzische Golf. Na de landing op 6 november 1914 volgde de slag om het fort in Fao op 8 november 1914. De confrontatie eindigde met de inname van het Ottomaanse fort in Fao door Britse troepen.

## Achtergrond
Toen het Ottomaanse Rijk de zijde van de centrale mogendheden had gekozen en begon mee te vechten, waren de Britten bang dat hun oliefaciliteiten in de Perzische Golf gevaar liepen. Om dit te beschermen werd er beslist om het Ottomaanse gedeelte van de Perzische Golf kust te veroveren. Het fort van Fao was het belangrijkste fort aan de kust, en zou hoogstwaarschijnlijk de uitvalsbasis worden voor een aanval op de Britse oliefaciliteiten.

## De landing
De Britten landden op het strand van Fao op 6 november 1914 en werden onmiddellijk bestookt vanuit het fort. Toen de Britten probeerden op te rukken naar het fort werden ze aangevallen door Ottomaanse infanterietroepen. De Britten wisten de aanvallen af te slaan, maar konden het fort niet innemen omdat hun zware artillerie nog niet geland was. Daardoor groeven de Britten loopgraven rond het fort waaruit zij af en toe terugschoten op het fort.

## De slag om het fort Fao
De zware Britse artillerie arriveerde op 8 november, en er werd direct begonnen met het bestoken van het Ottomaanse fort. De artillerie vernielde de muren en de Britten bestormden het fort. Na 45 minuten vechten in het fort lukte het de Britten om het fort in te nemen en 300 Ottomaanse troepen gevangen te nemen. De volgende dag konden de Britten zonder weerstand de haven van Fao innemen.

## Achteraf
Met de inname van Fao hadden de Ottomanen niet langer de controle over een haven in de Perzische Golf, waardoor de Britse oliefaciliteiten veiliggesteld waren. De Britten vonden echter dat hun faciliteiten niet veilig waren, zolang ze Bagdad niet hadden ingenomen. Dit leidde tot verschillende campagnes tegen Bagdad die uiteindelijk zouden resulteren in de inname van de stad door de Britten in 1917. De stad Fao werd gebruikt als startpunt voor vele vroege Britse campagnes in Mesopotamië.